# Yalova

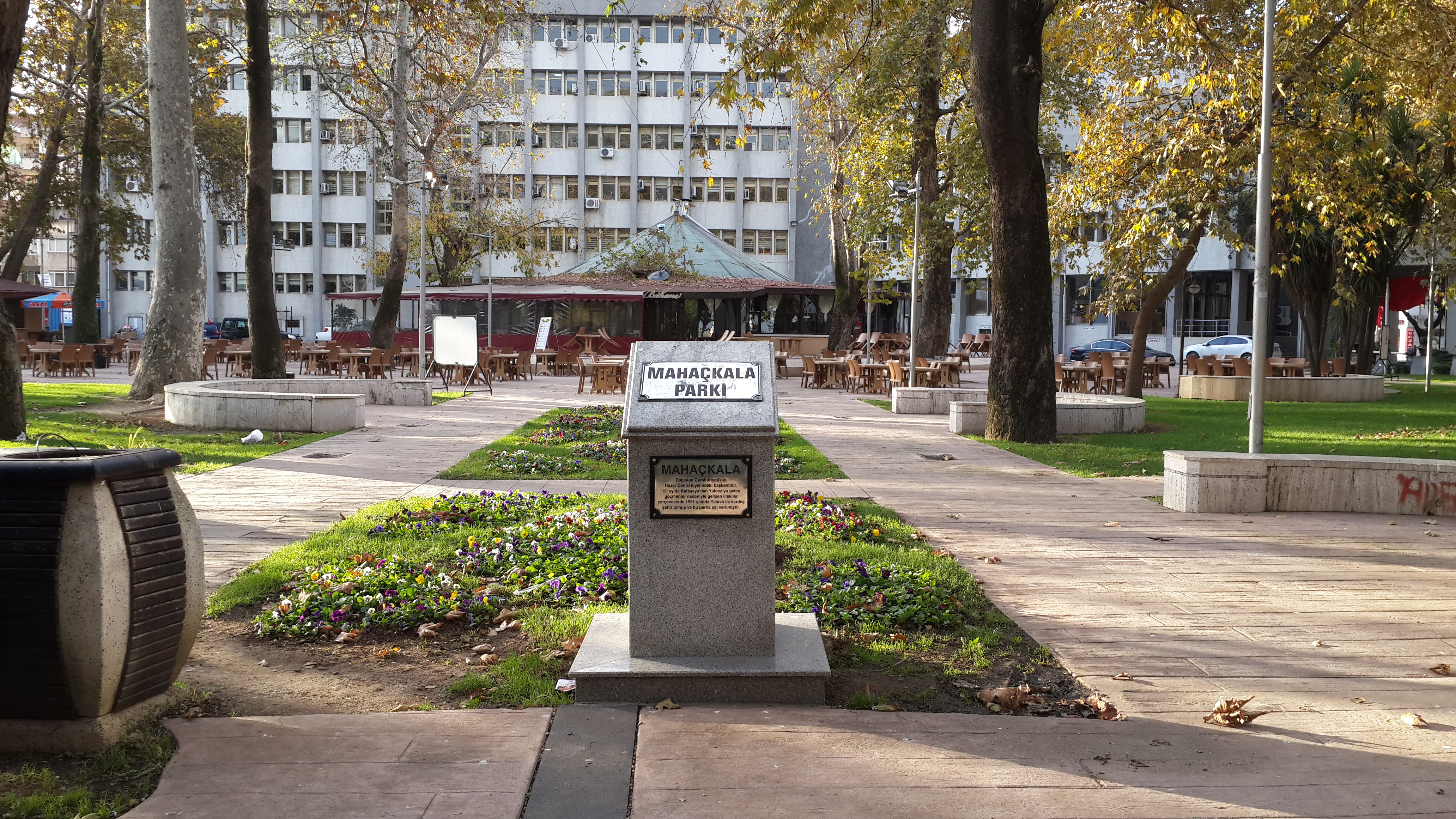
Makhachkala park in Yalova

Yalova je město v Turecku, administrativní centrum stejnojmenné provincie. Rozkládá se při východním pobřeží Marmarského moře. Podle informací z roku 2009 zde žije 92 166 obyvatel. Město je častým cílem turistů, a to jak domácích (zejména z nedalekého Istanbulu), tak ze zahraničí.

## Partnerská města
- Bonn, Německo